# Pyrenopeziza carduorum
Pyrenopeziza carduorum är en svampart som beskrevs av Rehm 1872. Enligt Catalogue of Life ingår Pyrenopeziza carduorum i släktet Pyrenopeziza, ordningen disksvampar, klassen Leotiomycetes, divisionen sporsäcksvampar och riket svampar, men enligt Dyntaxa är tillhörigheten istället släktet Pyrenopeziza, familjen Dermateaceae, ordningen disksvampar, klassen Leotiomycetes, divisionen sporsäcksvampar och riket svampar. Arten är reproducerande i Sverige. Inga underarter finns listade i Catalogue of Life.